# عبد الرحمن سنبط قنيتو الأربلي
عبد الرحمن سنبط قنيتو الأربلي عالم من مدينة أربيل في كردستان العراق، عاش في العهد العباسي المتأخر، له كتاب (خلاصة الذهب المسبوك).